# 陈子植
陈子植（1912年9月2日—2020年2月18日），男，河南修武人，中华人民共和国开国大校，四川省军区原副司令员。

## 生平
1912年9月生于河南省修武县城北八里朱家营，1932年考入河南省武陟县省立第十四中学，初中毕业后入开封省立第一师范学校体育科学习。1937年2月参加山西牺牲救国同盟会，1939年3月加入中国共产党。历任太行南区游击司令部直属支队队长、副大队长，团参谋长，旅参谋长，军分区参谋长，副司令员兼参谋长，第二野战军十八军随营学校校长，五兵团进军大西南先遣支队副司令员，进军西藏先遣队司令员、西藏军区日喀则警备区司令员、西藏军区副参谋长等职。参加过晋西游击战、晋东南游击战、鲁西南战役、大别山、渡江战役、西南战役、川南战役、进军西藏、昌都战役、中印边境战争等战役战斗。1957年在南京军事学院高级系学习。1963年9月任中尼公路修建指挥部指挥长。1973年5月任中国人民解放军四川省军区副司令员。1981年6月离休。2020年2月18日在四川成都逝世，终年107岁。
1955年被授予大校军衔，曾荣获二级红星功勋荣誉章、二级独立自由勋章和解放勋章。